# Condylocardia hippopus
Condylocardia hippopus is een tweekleppigensoort uit de familie van de Condylocardiidae. De wetenschappelijke naam van de soort is voor het eerst geldig gepubliceerd in 1861 door Mörch.